# Sportverein Wehen 1926 Taunusstein 2018-2019
Questa voce raccoglie le informazioni riguardanti lo Sportverein Wehen 1926 Taunusstein nelle competizioni ufficiali della stagione 2018-2019.

## Stagione
Nella stagione 2018-2019 il Wehen Wiesbaden, allenato da Rüdiger Rehm, concluse il campionato di 3. Liga al 3º posto, vinse i play-off con l'Ingolstadt 04 e fu promosso in 2. Bundesliga. In Coppa di Germania il Wehen Wiesbaden fu eliminato al secondo turno dall'Amburgo.

## Rosa
| N. |                      | Ruolo | Calciatore         |
| -- | -------------------- | ----- | ------------------ |
| 1  | Germania (bandiera)  | P     | Markus Kolke       |
| 4  | Germania (bandiera)  | D     | Sascha Mockenhaupt |
| 5  | Germania (bandiera)  | D     | Sören Reddemann    |
| 6  | Argentina (bandiera) | D     | Giuliano Modica    |
| 7  | Germania (bandiera)  | C     | Max Dittgen        |
| 8  | Germania (bandiera)  | C     | Niklas Schmidt     |
| 9  | Germania (bandiera)  | A     | Manuel Schäffler   |
| 10 | Polonia (bandiera)   | C     | Sebastian Mrowca   |
| 11 | Germania (bandiera)  | C     | Nicklas Shipnoski  |
| 14 | Germania (bandiera)  | C     | Jules Schwadorf    |
| 16 | Germania (bandiera)  | D     | Niklas Dams        |
| 17 | Ghana (bandiera)     | A     | Daniel-Kofi Kyereh |
| 19 | Germania (bandiera)  | P     | Jan Albrecht       |

| N. |                        | Ruolo | Calciatore           |
| -- | ---------------------- | ----- | -------------------- |
| 20 | Germania (bandiera)    | D     | Moritz Kuhn          |
| 21 | Germania (bandiera)    | C     | Patrick Schönfeld    |
| 22 | Germania (bandiera)    | A     | Florian Hansch       |
| 23 | Germania (bandiera)    | D     | Alf Mintzel          |
| 24 | Germania (bandiera)    | C     | Jeremias Lorch       |
| 25 | Germania (bandiera)    | P     | Lukas Watkowiak      |
| 26 | Germania (bandiera)    | C     | Marcel Titsch-Rivero |
| 27 | Germania (bandiera)    | A     | Simon Brandstetter   |
| 28 | Turchia (bandiera)     | D     | Gökhan Gül           |
| 29 | Germania (bandiera)    | A     | Agyemang Diawusie    |
| 33 | Germania (bandiera)    | D     | Marc Wachs           |
| 40 | Stati Uniti (bandiera) | C     | Giona Leibold        |

## Organigramma societario
Area tecnica
- Allenatore: Rüdiger Rehm
- Allenatore in seconda: Mike Krannich
- Preparatore dei portieri: Steffen Vogler
- Preparatori atletici: Sebastian Wagener

## Calciomercato

### Sessione estiva
| Acquisti | Acquisti           | Acquisti               | Acquisti |
| R.       | Nome               | da                     | Modalità |
| -------- | ------------------ | ---------------------- | -------- |
| C        | Niklas Schmidt     | Werder Brema           |          |
| A        | René Guder         | Weiche Flensburgo      |          |
| A        | Daniel-Kofi Kyereh | Havelse                |          |
| C        | Giona Leibold      | Wehen Wiesbaden U19    |          |
| D        | Giuliano Modica    | Kaiserslautern         |          |
| C        | Patrick Schönfeld  | Eintracht Braunschweig |          |
| C        | Nicklas Shipnoski  | Kaiserslautern         |          |
| D        | Marc Wachs         | Osnabrück              |          |

| Cessioni | Cessioni           | Cessioni         | Cessioni |
| R.       | Nome               | a                | Modalità |
| -------- | ------------------ | ---------------- | -------- |
| D        | Steven Ruprecht    | Fortuna Colonia  |          |
| C        | Patrick Breitkreuz | Kickers Würzburg |          |
| C        | Kevin Pezzoni      | Apollōn Smyrnīs  |          |
| D        | Michael Akoto      | Magonza II       |          |
| C        | Robert Andrich     | Heidenheim       |          |
| C        | David Blacha       | Osnabrück        |          |
| A        | Agyemang Diawusie  | Ingolstadt 04    |          |
| C        | Patrick Funk       | Aalen            |          |
| A        | Philipp Müller     | Preußen Münster  |          |
| A        | Stephané Mvibudulu | Sonnenhof G.     |          |

### Sessione invernale
| Acquisti | Acquisti       | Acquisti           | Acquisti |
| R.       | Nome           | da                 | Modalità |
| -------- | -------------- | ------------------ | -------- |
| D        | Gökhan Gül     | Fortuna Düsseldorf |          |
| A        | Florian Hansch | Sandhausen         |          |

| Cessioni | Cessioni           | Cessioni     | Cessioni |
| R.       | Nome               | a            | Modalità |
| -------- | ------------------ | ------------ | -------- |
| C        | Stephan Andrist    | Aalen        |          |
| A        | René Guder         | Meppen       |          |
| A        | Dominik Martinovic | Sonnenhof G. |          |

## Risultati

### 3. Liga

#### Girone di andata
| Arbitro: | Badstübner |

|           |           |                          |
| Morys 61’ | Marcatori | 73’ Reddemann 84’ Kyereh |

| Arbitro: | Schmidt |

|  |           |                |
|  | Marcatori | 35’, 90’ Mamba |

| Arbitro: | Heft |

|                                         |           |                      |
| Breier 17’ Königs 28’ Soukou 90’ (rig.) | Marcatori | 12’ Andrist 88’ Kuhn |

| Arbitro: | Alt |

|                                      |           |                                    |
| Schäffler 63’ Andrist 86’ Kyereh 90’ | Marcatori | 32’ Hofmann 48’ Bulut 74’ Amundsen |

| Arbitro: | Müller |

|           |           |                       |
| Kyereh 7’ | Marcatori | 75’ Schimmer 86’ Hain |

| Arbitro: | Skorczyk |

|                                    |           |                  |
| Göbel 20’ Baumann 81’ Kaufmann 87’ | Marcatori | 45’ Brandstetter |

| Arbitro: | Müller |

|                             |           |  |
| Andrist 61’ Kyereh 75’, 86’ | Marcatori |  |

| Arbitro: | Petersen |

|          |           |                    |
| Paul 37’ | Marcatori | 56’, 62’ Shipnoski |

| Arbitro: | Rohde |

|                         |           |  |
| Lorch 57’ Schäffler 86’ | Marcatori |  |

| Arbitro: | Winkmann |

|                                         |           |  |
| Dadaşov 41’ Akono 84’ Mrowca 90’ (aut.) | Marcatori |  |

| Arbitro: | Müller |

|                             |           |  |
| Kyereh 17’ Brandstetter 89’ | Marcatori |  |

| Arbitro: | Siebert |

|                            |           |                                                      |
| Fink 35’ (rig.) Pourié 78’ | Marcatori | 11’ Mrowca 28’, 45’, 57’ Kyereh 34’ (rig.) Schäffler |

| Wiesbaden 27 ottobre 2018, ore 14:00 CEST 13ª giornata | Wehen Wiesbaden | 0 – 0 referto | Zwickau | BRITA-Arena (1 847 spett.)\| Arbitro: \| Müller \| |
| Arbitro:                                               | Müller          |               |         |                                                    |

| Arbitro: | Gerach |

|  |           |                                                                    |
|  | Marcatori | 5’ Kuhn 12’ Titsch-Rivero 19’, 44’, 77’, 88’ Schäffler 68’ Schmidt |

| Arbitro: | Willenborg |

|                                  |           |                           |
| Schäffler 17’ Schmidt 89’ (rig.) | Marcatori | 28’, 75’ Tietz 79’ Starke |

| Kaiserslautern 25 novembre 2018, ore 14:00 CET 16ª giornata | Kaiserslautern | 0 – 0 referto | Wehen Wiesbaden | Fritz-Walter-Stadion (18 716 spett.)\| Arbitro: \| Gräfe \| |
| Arbitro:                                                    | Gräfe          |               |                 |                                                             |

| Arbitro: | Bacher |

|                             |           |  |
| Schäffler 27’ Schwadorf 44’ | Marcatori |  |

| Arbitro: | Storks |

|                        |           |              |
| Heider 37’ Álvarez 44’ | Marcatori | 2’ Schäffler |

| Arbitro: | Heft |

|  |           |                               |
|  | Marcatori | 75’ (rig.) Beister 90’ Kefkir |

#### Girone di ritorno
| Arbitro: | Schultes |

|                     |           |           |
| Kyereh 11’ Dams 27’ | Marcatori | 21’ Morys |

| Arbitro: | Hanslbauer |

|                           |           |                         |
| Scheidhauer 82’ Mamba 90’ | Marcatori | 5’ Lorch 9’, 33’ Hansch |

| Arbitro: | Dingert |

|                  |           |  |
| Kuhn 24’ Gül 88’ | Marcatori |  |

| Arbitro: | Müller |

|                            |           |                                                 |
| Kyereh 23’ (aut.) Otto 74’ | Marcatori | 17’ Mockenhaupt 31’ Diawusie 60’ (rig.) Schmidt |

| Arbitro: | Petersen |

|              |           |                              |
| Schimmer 27’ | Marcatori | 14’ (rig.) Schmidt 49’ Lorch |

| Arbitro: | Jöllenbeck |

|  |           |               |
|  | Marcatori | 9’, 82’ Ademi |

| Arbitro: | Wollenweber |

|           |           |            |
| Guder 27’ | Marcatori | 12’ Kyereh |

| Arbitro: | Gräfe |

|  |           |             |
|  | Marcatori | 85’ Mölders |

| Arbitro: | Skorczyk |

|                                          |           |                                        |
| Mockenhaupt 52’ (aut.) Janjić 84’ (rig.) | Marcatori | 60’ Shipnoski 67’ Schwadorf 75’ Kyereh |

| Arbitro: | Alt |

|                    |           |  |
| Kuhn 5’ Hansch 67’ | Marcatori |  |

| Arbitro: | Heft |

|           |           |                                          |
| Heyer 53’ | Marcatori | 7’ Kuhn 23’ Shipnoski 52’, 90’ Schäffler |

| Arbitro: | Cortus |

|                           |           |  |
| Schäffler 48’ Schmidt 87’ | Marcatori |  |

| Arbitro: | Bramlage |

|               |           |              |
| König 1’, 29’ | Marcatori | 3’ Shipnoski |

| Arbitro: | Müller |

|                               |           |  |
| Schäffler 13’ Kyereh 62’, 90’ | Marcatori |  |

| Arbitro: | Bokop |

|                                    |           |               |
| Eckardt 18’ Tietz 27’ Brügmann 90’ | Marcatori | 73’ Schäffler |

| Arbitro: | Siebert |

|                             |           |  |
| Schönfeld 20’ Shipnoski 23’ | Marcatori |  |

| Arbitro: | Cortus |

|  |           |                   |
|  | Marcatori | 73’ Titsch-Rivero |

| Arbitro: | Schmidt |

|               |           |  |
| Schönfeld 35’ | Marcatori |  |

| Arbitro: | Gasteier |

|                       |           |                                             |
| Dörfler 14’ Osawe 70’ | Marcatori | 6’ Diawusie 16’ (rig.) Schäffler 78’ Kyereh |

#### Spareggio promozione-retrocessione
| Arbitro: | Winkmann |

|            |           |                        |
| Kyereh 90’ | Marcatori | 1’, 47’ (rig.) Lezcano |

| Arbitro: | Willenborg |

|                              |           |                                           |
| Kerschbaumer 13’ Paulsen 68’ | Marcatori | 11’ Kyereh 30’ Dittgen 43’ (aut.) Paulsen |

### Coppa di Germania
| Arbitro: | Dingert |

|                                                  |           |                           |
| Reddemann 35’ Schäffler 103’ (rig.) Schmidt 105’ | Marcatori | 51’ Neudecker 109’ Avevor |

| Arbitro: | Jöllenbeck |

|  |           |                             |
|  | Marcatori | 21’, 51’ Lasogga 90’ Santos |

## Statistiche

### Statistiche di squadra
| Competizione                       | Punti | In casa | In casa | In casa | In casa | In casa | In casa | In trasferta | In trasferta | In trasferta | In trasferta | In trasferta | In trasferta | Totale | Totale | Totale | Totale | Totale | Totale | DR  |
| Competizione                       | Punti | G       | V       | N       | P       | Gf      | Gs      | G            | V            | N            | P            | Gf           | Gs           | G      | V      | N      | P      | Gf     | Gs     | DR  |
| ---------------------------------- | ----- | ------- | ------- | ------- | ------- | ------- | ------- | ------------ | ------------ | ------------ | ------------ | ------------ | ------------ | ------ | ------ | ------ | ------ | ------ | ------ | --- |
| 3. Liga                            | 70    | 19      | 11      | 2       | 6       | 29      | 16      | 19           | 11           | 2            | 6            | 42           | 31           | 38     | 22     | 4      | 12     | 71     | 47     | +24 |
| Spareggio promozione-retrocessione | -     | 1       | 0       | 0       | 1       | 1       | 2       | 1            | 1            | 0            | 0            | 3            | 2            | 2      | 1      | 0      | 1      | 4      | 4      | 0   |
| Coppa di Germania                  | -     | 2       | 1       | 0       | 1       | 3       | 5       | 0            | 0            | 0            | 0            | 0            | 0            | 2      | 1      | 0      | 1      | 3      | 5      | -2  |
| Totale                             | 70    | 22      | 12      | 2       | 8       | 33      | 23      | 20           | 12           | 2            | 6            | 45           | 33           | 42     | 24     | 4      | 14     | 78     | 56     | +22 |

### Andamento in campionato
| Giornata  | 1 | 2  | 3  | 4  | 5  | 6  | 7  | 8  | 9 | 10 | 11 | 12 | 13 | 14 | 15 | 16 | 17 | 18 | 19 | 20 | 21 | 22 | 23 | 24 | 25 | 26 | 27 | 28 | 29 | 30 | 31 | 32 | 33 | 34 | 35 | 36 | 37 | 38 |
| --------- | - | -- | -- | -- | -- | -- | -- | -- | - | -- | -- | -- | -- | -- | -- | -- | -- | -- | -- | -- | -- | -- | -- | -- | -- | -- | -- | -- | -- | -- | -- | -- | -- | -- | -- | -- | -- | -- |
| Luogo     | T | C  | T  | C  | C  | T  | C  | T  | C | T  | C  | T  | C  | T  | C  | T  | C  | T  | C  | C  | T  | C  | T  | T  | C  | T  | C  | T  | C  | T  | C  | T  | C  | T  | C  | T  | C  | T  |
| Risultato | V | P  | P  | N  | P  | P  | V  | V  | V | P  | V  | V  | N  | V  | P  | N  | V  | P  | P  | V  | V  | V  | V  | V  | P  | N  | P  | V  | V  | V  | V  | P  | V  | P  | V  | V  | V  | V  |
| Posizione | 6 | 10 | 15 | 14 | 17 | 18 | 16 | 12 | 8 | 11 | 9  | 5  | 6  | 3  | 8  | 8  | 7  | 7  | 7  | 6  | 6  | 6  | 4  | 3  | 3  | 4  | 4  | 4  | 3  | 3  | 2  | 3  | 3  | 4  | 3  | 3  | 3  | 3  |

Legenda:

Luogo: C = Casa; T = Trasferta. Risultato: V = Vittoria; N = Pareggio; P = Sconfitta.

### Statistiche dei giocatori
| Giocatore        | 3. Liga  | 3. Liga | 3. Liga     | 3. Liga    | Relegation 2. Bundesliga | Relegation 2. Bundesliga | Relegation 2. Bundesliga | Relegation 2. Bundesliga | Coppa di Germania | Coppa di Germania | Coppa di Germania | Coppa di Germania | Totale   | Totale | Totale      | Totale     |
| Giocatore        | Presenze | Reti    | Ammonizioni | Espulsioni | Presenze                 | Reti                     | Ammonizioni              | Espulsioni               | Presenze          | Reti              | Ammonizioni       | Espulsioni        | Presenze | Reti   | Ammonizioni | Espulsioni |
| ---------------- | -------- | ------- | ----------- | ---------- | ------------------------ | ------------------------ | ------------------------ | ------------------------ | ----------------- | ----------------- | ----------------- | ----------------- | -------- | ------ | ----------- | ---------- |
| J. Albrecht      | 0        | 0       | 0           | 0          | 0                        | 0                        | 0                        | 0                        | 0                 | 0                 | 0                 | 0                 | 0        | 0      | 0           | 0          |
| S. Andrist       | 15       | 3       | 2           | 1          | 0                        | 0                        | 0                        | 0                        | 2                 | 0                 | 2                 | 0                 | 17       | 3      | 4           | 1          |
| S. Brandstetter  | 19       | 2       | 2           | 0          | 0                        | 0                        | 0                        | 0                        | 1                 | 0                 | 0                 | 0                 | 20       | 2      | 2           | 0          |
| N. Dams          | 24       | 1       | 4           | 0          | 0                        | 0                        | 0                        | 0                        | 1                 | 0                 | 0                 | 0                 | 25       | 1      | 4           | 0          |
| A. Diawusie      | 14       | 2       | 0           | 0          | 0                        | 0                        | 0                        | 0                        | 0                 | 0                 | 0                 | 0                 | 14       | 2      | 0           | 0          |
| M. Dittgen       | 24       | 0       | 4           | 0          | 2                        | 1                        | 0                        | 0                        | 1                 | 0                 | 0                 | 0                 | 27       | 1      | 4           | 0          |
| R. Guder         | 10       | 0       | 1           | 0          | 0                        | 0                        | 0                        | 0                        | 0                 | 0                 | 0                 | 0                 | 10       | 0      | 1           | 0          |
| G. Gül           | 11       | 1       | 5           | 0          | 2                        | 0                        | 1                        | 0                        | 0                 | 0                 | 0                 | 0                 | 13       | 1      | 6           | 0          |
| F. Hansch        | 13       | 3       | 0           | 0          | 0                        | 0                        | 0                        | 0                        | 0                 | 0                 | 0                 | 0                 | 13       | 3      | 0           | 0          |
| M. Kolke         | 37       | 0       | 1           | 0          | 2                        | 0                        | 0                        | 0                        | 2                 | 0                 | 0                 | 0                 | 41       | 0      | 1           | 0          |
| M. Kuhn          | 30       | 5       | 5           | 0          | 2                        | 0                        | 0                        | 0                        | 2                 | 0                 | 0                 | 0                 | 34       | 5      | 5           | 0          |
| D. Kyereh        | 34       | 15      | 5           | 1          | 2                        | 2                        | 0                        | 0                        | 2                 | 0                 | 0                 | 0                 | 38       | 17     | 5           | 1          |
| G. Leibold       | 1        | 0       | 0           | 0          | 0                        | 0                        | 0                        | 0                        | 0                 | 0                 | 0                 | 0                 | 1        | 0      | 0           | 0          |
| J. Lorch         | 29       | 3       | 5           | 0          | 2                        | 0                        | 1                        | 0                        | 0                 | 0                 | 0                 | 0                 | 31       | 3      | 6           | 0          |
| D. Martinovic    | 1        | 0       | 0           | 0          | 0                        | 0                        | 0                        | 0                        | 0                 | 0                 | 0                 | 0                 | 1        | 0      | 0           | 0          |
| A. Mintzel       | 22       | 0       | 6           | 1          | 2                        | 0                        | 0                        | 0                        | 2                 | 0                 | 0                 | 0                 | 26       | 0      | 6           | 1          |
| S. Mockenhaupt   | 36       | 1       | 4           | 0          | 2                        | 0                        | 0                        | 0                        | 2                 | 0                 | 0                 | 0                 | 40       | 1      | 4           | 0          |
| G. Modica        | 7        | 0       | 2           | 0          | 1                        | 0                        | 0                        | 0                        | 1                 | 0                 | 0                 | 0                 | 9        | 0      | 2           | 0          |
| S. Mrowca        | 22       | 1       | 5           | 0          | 2                        | 0                        | 0                        | 0                        | 2                 | 0                 | 1                 | 0                 | 26       | 1      | 6           | 0          |
| S. Reddemann     | 15       | 1       | 1           | 0          | 0                        | 0                        | 0                        | 0                        | 1                 | 1                 | 0                 | 0                 | 16       | 2      | 1           | 0          |
| N. Schmidt       | 33       | 5       | 3           | 0          | 2                        | 0                        | 0                        | 0                        | 2                 | 1                 | 0                 | 0                 | 37       | 6      | 3           | 0          |
| J. Schwadorf     | 29       | 2       | 4           | 0          | 0                        | 0                        | 0                        | 0                        | 1                 | 0                 | 0                 | 0                 | 30       | 2      | 4           | 0          |
| M. Schäffler     | 32       | 16      | 6           | 0          | 2                        | 0                        | 0                        | 0                        | 2                 | 1                 | 0                 | 0                 | 36       | 17     | 6           | 0          |
| P. Schönfeld     | 15       | 2       | 0           | 0          | 1                        | 0                        | 0                        | 0                        | 2                 | 0                 | 0                 | 0                 | 18       | 2      | 0           | 0          |
| N. Shipnoski     | 23       | 6       | 3           | 0          | 2                        | 0                        | 1                        | 0                        | 1                 | 0                 | 1                 | 0                 | 26       | 6      | 5           | 0          |
| M. Titsch-Rivero | 25       | 2       | 7           | 0          | 1                        | 0                        | 0                        | 0                        | 1                 | 0                 | 0                 | 0                 | 27       | 2      | 7           | 0          |
| M. Wachs         | 10       | 0       | 2           | 0          | 1                        | 0                        | 1                        | 0                        | 1                 | 0                 | 0                 | 0                 | 12       | 0      | 3           | 0          |
| L. Watkowiak     | 1        | 0       | 0           | 0          | 0                        | 0                        | 0                        | 0                        | 0                 | 0                 | 0                 | 0                 | 1        | 0      | 0           | 0          |